# 大鷲透
大鷲 透（おおわし とおる、本名：伊藤 透（いとう とおる）、1975年12月24日 - ）は、日本の男性プロレスラー。若松部屋所属の元大相撲力士。長野県佐久市出身。血液型O型。
大相撲時代の四股名は朝鷲（あさわし）で最高位は西序二段42枚目。父は元大相撲力士の大鷲平（前頭3枚目）でリングネームも父の四股名にあやかったものである。

## 来歴
元力士の父の後を追うように大相撲若松部屋に入門して朝伊藤の四股名で1993年3月場所に初土俵を踏むが、膝の怪我のために1996年には番付外まで陥落した。1997年1月場所には再度前相撲から始め、翌3月場所には四股名を朝鷲と改名し再出世。1999年1月場所に最高位となる西序二段42枚目まで昇進するが、膝の怪我がもとでこの場所限りで引退した。
一度は調理師を目指すが、元々憧れていたプロレスラーになるべく闘龍門の7期生として入門。T2Pの一員としてメキシコに渡り、2000年9月2日にデビュー。一匹狼のヒールとして活動していたが、イタリアン・コネクションを離脱した"brother"YASSHI、ドッティ修司（現・近藤修司）と共にはぐれ軍団（仮）を結成し、のちに悪冠一色に発展。
DRAGON GATEに移ってからも傍若無人ぶりを発揮していたが、2004年にリング外における素行不良・職務怠慢が原因で他のメンバーと共に解雇される。
2005年はdragondoorの興行に参戦し、大阪プロレスではヒールユニット・武侍漢（現・ベンダバル）のリーダーとして活躍。同じく同年から参戦しているDDTプロレスリングのリングではディザスターボックスを率いて、2006年4月2日にKO-D無差別級チャンピオン獲得。男色ディーノの向こうを張ってゲイキャラクターを演じるなど、レスラーとしての幅を広げつつある。2006年2月7日dragondoor後楽園大会で川田利明とシングルで対戦するも完敗。9月、かねてより念願だった自主興行「大鷲プロレス」を故郷・佐久市体育館で行う。川田やDDT、エルドラドの選手が協力し、大成功で幕を閉じる。また、大鷲プロレスでは大鷲、アブドーラ小林（大日本プロレス）、征矢学（WRESTLE-1）、＼(^o^)／チエ（ハッスル）という長野県出身者らとタッグを結成した。
2007年2月17日、曙と組んでスモー・リキシ＆ジョニー・ダン（荒谷望誉の代役）とのタッグマッチで全日本プロレスへの初参戦を果たした。全試合終了後にはチャンピオン・カーニバルへの出場をアピールし、後日正式に初出場が決定したが、結果は全敗となった。なお、盟友のTARU、近藤、YASSHIとの絡みは無かった。
2008年、ElDorado解散後、親会社ソウルコネクション所属となる。
2009年、SOSを加えた「鷲OS」を結成し、自主興行「紅白プロレス合戦」の開催を発表し、以降定期的に興行を行う。同年、ソウルコネクションの活動停止に伴い、かつての所属選手と共にフリーランスとして活動する。
2010年、12月いっぱいをもって無期限休業。紅白プロレス合戦については継続して興行が行われる。紅白プロレス合戦では、大鷲のリングネームを2011年2月より大橋篤が引き継ぎ、大橋が「二代目大鷲透」として出場した。
2012年5月23日、紅白プロレススペシャル新宿FACE大会にて、メインイベントの6人タッグマッチで復帰。休業中に実家のちゃんこ屋「大鷲」を継ぐための修行をしていたこと、また2011年に第1子が誕生したことを試合後に報告した。
現在は「大鷲」の経営とともに佐久市内でのプロレス興行のプロモーターとしても活動。レスラーとしての活動は不定期となっている。
2013年2月17日、DDTに本格復帰。
2014年2月5日、紅白プロレス最終興行を行う。
2015年の参戦団体はDDTとZERO1であり、DDTでは高木三四郎・平田一喜と共に3人組ユニット『T2ひー』の一員として活動中。その他に大日本プロレスやWRESTLE-1にも参戦することがある。9月27日、DDT後楽園ホール大会でデビュー15周年記念試合&DDT参戦10周年記念試合を行い、桃鷲透のコスチュームで登場。
2017年、日本逆上陸15周年記念ルチャンコ・フィエスタを開催。
2018年、ルチャンコ・フィエスタ2　大鷲透小学校卒業&中学校入学30周年記念興行を開催。DDTにてかつての所属ユニットディザスターボックスが再結成される。

## タイトル歴
DDTプロレスリング
- KO-D無差別級王座 : 第22代
- O-40王座 : 第3代
- KO-Dタッグ王座
  - 第22代（パートナーはダークサイドHERO!）
  - 第27代（パートナーはHARASHIMA）
- KO-D6人タッグ王座
  - 第6代（パートナーは高木三四郎&曙）
  - 第14・21・23代（パートナーは高木三四郎&平田一喜）
  - 第48代（パートナーは土井成樹&平田一喜）
- KO-D8人タッグ王座
  - 第6代（パートナーはアントーニオ本多&平田一喜&ヨシヒコ）
- アイアンマンヘビーメタル級王座 : 第824・1027・1031・1036・1045・1059・1158・1162・1167・1182・1188・1193・1199・1202・1371・1374・1401・1441・1449・1457・1473・1475（大和ヒロシと同時戴冠）・1478・1522・1525・1527・1530・1534・1540・1550・1551・1598代
- UWA世界6人タッグ王座
  - 第28代（パートナーは近藤修司&"brother"YASSHI）
  - 第44代（パートナーはHARASHIMA&安部行洋）
- 自由が丘広小路会認定6人タッグ王座
  - 第4代（パートナーはドリアン澤田JULIE&マンゴー福蛇）

闘龍門JAPAN
- ヤンクドラゴン杯優勝（2001年）

## 得意技
相撲出身であるため、それを生かした怪力技を得意としている。
ランニングチョークスラム
空中で相手を捉えたまま対角線上を走り込んで仕掛ける喉輪落とし。
ダイビングボディプレス
闘龍門時代は、団体最重量級の体が落下する様を故郷の浅間山の噴火に例えられた。
千秋楽パワーボム
T2P時代には、1発でYOSSINO（吉野正人）を病院送りにしたこともある。
千秋楽固め
相手の両足をクロスして相手を跨ぐようにしてその両足を固めつつ、相手の片手を相手の首に巻き付けて絞め上げる複合関節技。早くからT2Pのスタイルが自分にマッチしないことを自覚して大鷲がT2P時代に習得したジャベはこれ一つのみであった。
龍原砲
近藤修司との合体技で、まず二人でサンドイッチ式ラリアットを放ち、相手がダウンする前に素早くサンドイッチ式の延髄斬りで追撃する。

## 入場曲
- Sandstorm（ダルード）

## 四股名、リングネーム
大相撲
- 朝伊藤透（あさいとうとおる） - 1993年3月場所から1997年1月場所
- 朝鷲透（あさわしとおる） - 1997年3月場所から1999年1月場所

プロレスラー
- 伊藤透
- 大鷲透 - 現在使用中

## エピソード
- 父はプロレス中継で実況を務める松崎年男（父の兄弟子にあたる元関脇・房錦勝比古の長男）と親交があり、幼少時代に抱っこされたことがある。
- 力士時代の父は同じく力士だった天龍源一郎と親交があり、プロレスラーとなった天龍は巡業中、ちゃんこ大鷲に寄っては幼少時代の透をあやしたという。店には天龍とタイガーマスク（三沢光晴）と大鷲一家の写真が飾ってある。
- 大相撲出身で父の経営する相撲料理店で修行した経歴があるため、メキシコの道場ではちゃんこ番を務めていた。大鷲が作るちゃんこは栄養管理も徹底されており、その味は選手から評判が高かった。メキシコの道場には今もレシピが残っている。
- その風貌と傲慢な性格から「プロレス界のジャイアン」ともいわれる。しかし闘龍門時代のCIMA、みちのくプロレスの景虎や大阪プロレスのスーパー・ドルフィンなど善戦した相手を褒める一面もある。（その一面も含めて「ジャイアン」だともいえる。）
- 闘龍門時代の近藤修司とのタッグはそれぞれ大相撲、ラグビー出身という経歴から龍原砲（天龍&阿修羅・原）の再来と言われた。実際にサンドイッチラリアット→延髄斬りという龍原砲の得意とする連携を披露していた。悪冠一色解散後は同団体に所属しながらも距離を置いて活動している。
- 力士時代はなかなか体重が増えずに苦労した。しかしプロレスラーとしてデビューしたとたんに太りだし、100kgを超えた。
- 自分に飛んできた紙テープを大事にしているが相手に飛んできた大量の紙テープを奪い取る様なそぶりも見せる。
- 自身でデザインしているTシャツが数多くあるが、そのうちの一つをももいろクローバーZの高城れにが着用していたことが話題になった。
- フリーランスながらもDDTの長野・博多大会営業部長を務めている。
- 過去にアイアンマンヘビーメタル級王者に幾度もなるが、2016年だけで2度もビックマッチにて焼き鳥と豚まんといった食べ物に王座を奪われている。

## やまいきフリーマーケット
大鷲が提案した、長期欠場中のプロレスラーによるフリーマーケット。「やまいき」とは相撲用語で「ケガをした」を意味する「やまいった」に由来する。
2023年7月、頸椎損傷の重傷を負い長期欠場となった大鷲だが、その間もDDTの中継解説や売店での販売で人前に立ち続けたことで、人前に出ることの重要性を痛感。フリー選手の収入確保も兼ねた「ケガ人を集めたフリーマーケット」の発案に至る。新宿FACEの厚意で空き日の会場を無償提供され、同年10月24日に第1回を開催。大鷲自身のほか春日萌花らによるフリーマーケット、トークショーなどが行われた。
大鷲は理念に賛同する有志であれば名称の使用を許可しており、群馬県高崎市のプロレスショップ主催やスポルティーバエンターテイメント主催など、大鷲以外の手により各地で開催されている。

## 大鷲プロレス
- 大鷲の故郷である長野県佐久市にて自主興行を2006年に開催。それから2年おきに同所で開催している。

| 大鷲プロレス 2006年9月18日 観客数:2300人                                                                                 | 大鷲プロレス 2006年9月18日 観客数:2300人                                                                                 | 大鷲プロレス 2006年9月18日 観客数:2300人                                                                                 | 第2回大鷲プロレス 2008年6月8日 観客数:2600人                                                                              | 第2回大鷲プロレス 2008年6月8日 観客数:2600人                                                                              | 第2回大鷲プロレス 2008年6月8日 観客数:2600人                                                                              | 第3回大鷲プロレス 2010年10月31日 観客数:2800人 | 第3回大鷲プロレス 2010年10月31日 観客数:2800人 | 第3回大鷲プロレス 2010年10月31日 観客数:2800人 |
| 第0試合 エキシビションマッチ                                                                                             | 第0試合 エキシビションマッチ                                                                                             | 第0試合 エキシビションマッチ                                                                                             | ダーク・マッチ 1/10 | ダーク・マッチ 1/10 | ダーク・マッチ 1/10 | | | |
| ○ベアー福田 | 2分56秒 逆エビ固め | 中島洋平× | ○稲葉雅人 | 7分34秒 逆エビ固め | 青木洋介× | | | |
| 第1試合 タッグマッチ 1/30                                                                                                | 第1試合 タッグマッチ 1/30                                                                                                | 第1試合 タッグマッチ 1/30                                                                                                | 第1試合 6人タッグマッチ 1/60                                                                                              | 第1試合 6人タッグマッチ 1/60                                                                                              | 第1試合 6人タッグマッチ 1/60                                                                                              | 第1試合 8人タッグマッチ 1/60 | 第1試合 8人タッグマッチ 1/60 | 第1試合 8人タッグマッチ 1/60 |
| ○バラモン・シュウ バラモン・ケイ                                                                                         | 12分1秒 ゾンビキング | JK沖本 清水基嗣× | ○飯伏幸太 KAGETORA Tオースギ                                                                                              | 12分56秒 フェニックススプラッシュ                                                                                         | カズ・ハヤシ 菅原拓也 JK沖本×                                                                                             | ○Mコレクションa.t F・トーゴー K・修司 A・本多 with b・YASSHI                                                                                      | 12分14秒 逆さ押さえ込み | バラモン・シュウ バラモン・ケイ× Ken45° バラモン・ジャキ                                                                                          |
| 第2試合 息吹提供試合 1/30                                                                                                | 第2試合 息吹提供試合 1/30                                                                                                | 第2試合 息吹提供試合 1/30                                                                                                | 第2試合 タッグマッチ 1/30                                                                                                 | 第2試合 タッグマッチ 1/30                                                                                                 | 第2試合 タッグマッチ 1/30                                                                                                 | 第2試合 タッグマッチ 1/60 | 第2試合 タッグマッチ 1/60 | 第2試合 タッグマッチ 1/60 |
| ○木村響子 チェリー | 15分51秒 ビッグブーツ | 松本浩代× 吉田万里子 | ○H千賀 T28 | 14分21秒 バナナシュート                                                                                                   | 清水基嗣× 大柳錦也 | ○飯伏幸太 ケニー・オメガ | 17分30秒 フェニックススプラッシュ | 稔 佐々木大輔× |
| 第3試合 6人タッグマッチ 1/45                                                                                             | 第3試合 6人タッグマッチ 1/45                                                                                             | 第3試合 6人タッグマッチ 1/45                                                                                             | 第3試合 チーム長野vs新極悪同盟 1/45                                                                                       | 第3試合 チーム長野vs新極悪同盟 1/45                                                                                       | 第3試合 チーム長野vs新極悪同盟 1/45                                                                                       | 第3試合 1/60 | 第3試合 1/60 | 第3試合 1/60 |
| ○MコレクションA.T Fトーゴー Mベルナルド                                                                                  | 14分24秒 ナターレ・ビアンコ                                                                                              | 卍丸× 菅原拓也 KAGETORA                                                                                                  | A・小林 ＼(^o^)／チエ ○征矢学                                                                                             | 11分33秒 足抱え式バックドロップ                                                                                           | ダンプ松本 タル中野 クレーン悠己×                                                                                         | グレート小鹿 ○A・小林 関本大介 | 14分53秒 ダイビングバカチンガーエルボー・ドロップ                                                                                                 | ダンプ松本 高山善廣 クレーン悠己× |
| 第4試合 ちゃんこ大鷲・一生無料券争奪バトルロイヤル                                                                       | 第4試合 ちゃんこ大鷲・一生無料券争奪バトルロイヤル                                                                       | 第4試合 ちゃんこ大鷲・一生無料券争奪バトルロイヤル                                                                       | 第4試合 ちゃんこ大鷲・一生無料券争奪「第3回ちゃんこランブル」                                                             | 第4試合 ちゃんこ大鷲・一生無料券争奪「第3回ちゃんこランブル」                                                             | 第4試合 ちゃんこ大鷲・一生無料券争奪「第3回ちゃんこランブル」                                                             | 第4試合 ちゃんこ大鷲・一生無料券争奪「ちゃんこランブル」                                                                                          | 第4試合 ちゃんこ大鷲・一生無料券争奪「ちゃんこランブル」                                                                                          | 第4試合 ちゃんこ大鷲・一生無料券争奪「ちゃんこランブル」                                                                                          |
| ○男色ディーノ | 25分16秒 男色ドライバー                                                                                                  | 高木"J"省吾× | ○高山善廣 | 24分24秒 踏みつけ式体固め                                                                                                 | brother"YASSHI"× | ○大谷晋二郎 | 24分29秒 スパイラルボム | 大石真翔× |
| 参加選手=Ken45゜、大柳錦也、キング・ポコダ、ダンプ松本、高木三四郎、THE MAC、HARASHIMA、ベアー福田、TARU、ゴージャス松野 | 参加選手=Ken45゜、大柳錦也、キング・ポコダ、ダンプ松本、高木三四郎、THE MAC、HARASHIMA、ベアー福田、TARU、ゴージャス松野 | 参加選手=Ken45゜、大柳錦也、キング・ポコダ、ダンプ松本、高木三四郎、THE MAC、HARASHIMA、ベアー福田、TARU、ゴージャス松野 | 参加選手=荒谷望誉、サソリ、CHANGO、大家健、チェリー、三和太、松井大二郎、マンゴー福田、男色ディーノ、怨霊、ゴージャス松野 | 参加選手=荒谷望誉、サソリ、CHANGO、大家健、チェリー、三和太、松井大二郎、マンゴー福田、男色ディーノ、怨霊、ゴージャス松野 | 参加選手=荒谷望誉、サソリ、CHANGO、大家健、チェリー、三和太、松井大二郎、マンゴー福田、男色ディーノ、怨霊、ゴージャス松野 | 参加選手= 野崎渚、チェリー、高木三四郎、高木"J"省吾、葛西純、星誕期、三和太、折原昌夫、稲葉雅人、ヘラクレス千賀、NOSAWA論外、FUJITA、男色ディーノ | 参加選手= 野崎渚、チェリー、高木三四郎、高木"J"省吾、葛西純、星誕期、三和太、折原昌夫、稲葉雅人、ヘラクレス千賀、NOSAWA論外、FUJITA、男色ディーノ | 参加選手= 野崎渚、チェリー、高木三四郎、高木"J"省吾、葛西純、星誕期、三和太、折原昌夫、稲葉雅人、ヘラクレス千賀、NOSAWA論外、FUJITA、男色ディーノ |
| 第5試合 6人タッグマッチ 1/60                                                                                             | 第5試合 6人タッグマッチ 1/60                                                                                             | 第5試合 6人タッグマッチ 1/60                                                                                             | 第5試合 6人タッグマッチ 1/60                                                                                              | 第5試合 6人タッグマッチ 1/60                                                                                              | 第5試合 6人タッグマッチ 1/60                                                                                              | 第5試合 大鷲透デビュー10周年記念試合 1/無 | 第5試合 大鷲透デビュー10周年記念試合 1/無 | 第5試合 大鷲透デビュー10周年記念試合 1/無 |
| ○大鷲透 近藤修司 "brother"YASSHI                                                                                         | 16分58秒 パワーボム | 川田利明 Eブレイザー 飯伏幸太×                                                                                           | △大鷲透 D東郷 | 9分3秒 乱入による無効試合                                                                                                 | Gサスケ△ 近藤修司 | ○大鷲透 U・ドラゴン HARASHIMA | 19分27秒 パワーボム | 天龍源一郎 TARU 菅原拓也× |
| 相撲ルール 休憩中 | 相撲ルール 休憩中 | 相撲ルール 休憩中 | 特別試合 8人タッグマッチ 1/無                                                                                             | 特別試合 8人タッグマッチ 1/無                                                                                             | 特別試合 8人タッグマッチ 1/無                                                                                             | | | |
| ○大鷲オヤジ | 20秒 張り手 | キング・ポコダ× | ○ 大鷲透 D東郷 Gサスケ 近藤修司                                                                                           | 18分5秒 パワーボム | バラモン・シュウ バラモン・ケイ Ken45° × 豪                                                                               | | | |